# 陳之璵
陳之璵（1779年12月13日—？），字魯齋，號毓溪，安徽阜陽縣人，嘉慶十三年（1808年）順天鄉試舉人、嘉慶二十五年（1820年）庚辰科進士。

## 生平
嘉慶二十五年五月，交吏部掣籖，分發以知縣即用
嘉慶二十四年（似當為二十五年）署四川慶符縣知縣
道光二年署榮縣知縣，命名流水桃花石
道光三年（1823年），任鄰水縣知縣，卒於邑，道光三年改修銀鼎山圓亭、道光六年修縣署東書房出山二間。